# 炎陵站
炎陵站位于湖南省株洲市炎陵县，是吉衡铁路的一座火车站，技术性质为中间站，业务性质为客、货运站，车站等级为四等站；2013年12月28日随着吉衡铁路启用，2014年7月1日铁路开通客运服务，本站也正式启用客运功能。2019年11月30日由中国铁路南昌局集团宜春车务段划归中国铁路广州局集团衡阳车务段管辖。
本站的启用也标志着株洲市下辖县全通火车。

## 车站结构
候车厅采用人字形屋顶设计，建筑面积6000平方米，车站雨棚6426平方米，车站前广场有4.58万平方米，总投资5900万元。

## 停靠车次
每日停靠5趟车次。